# Vidhu Vincent
Vidhu Vincent (Kollam, Kerala, 23 de septiembre de 1975) es una directora de cine, escritora, periodista y activista teatral india. Hizo su debut cinematográfico con la película Manhole, con la que ganó el Premio Kerala State Film Award de ese año al Mejor Director. En el 21º Festival Internacional de Cine de Kerala, la película ganó dos premios, incluido el Premio al Mejor Director Debutante. Fue la primera mujer en lograrlo en la historia de este festival. Aborda la vida de cuatro mujeres que se rebelan contra las tradiciones que las esclavizan en un pueblo de Gujarat.

## Biografía
Vincent nació en Kollam y comenzó su carrera como periodista de televisión en Asianet. Durante su paso por el canal, se sintió atraída por los documentales y la realización de películas que la llevaron a unirse al The Centre for Development of Imaging Technology(C-Dit), en Thiruvananthapuram. Sus trabajos sobre la extracción de arena en Kerala, las víctimas de endosulfán en Kasaragod y el ataque contra las mujeres generaron importantes debates en la Asamblea legislativa de Kerala y entre el público en general en ese estado indio. Era reportera de Asianet News cuando ocurrió los sucesos de Muthanga en 2003, la lucha por los derechos territoriales por parte de los adivasis, Vincent dejó su trabajo y se unió al movimiento. Más tarde fue arrestada por la policía por participar en las protestas. 
Tras los sucesos de Muthanga se tomó un descanso para obtener los títulos en Master of Social Work y Master of Arts en filosofía antes de unirse al periodismo diario con un largo ensayo sobre Society and Insurgency in Manipur, India (Sociedad e insurgencia en Manipur, India) en 2014.
En 2010, Vincent se convirtió en la primera presidenta de Penkoottu, un sindicato femenino que trabajaba por los derechos laborales de las mujeres. En 2017, asumió un papel de liderazgo en la formación de Women in Cinema Collective como respuesta a la violencia contra las artistas y trabajadoras en la industria cinematográfica de Kerala.
Para televisión Vincent estrenó la película Nadakaanthyam en 2015. La historia se basó en la vida de un actor de teatro y su lucha por alcanzar el final en la vida cotidiana. El cortometraje ganó cuatro premios importantes en los Kerala State Television Awards, incluyendo Mejor dirección, Guion y Mejor cortometraje del año 2015.
Vincent también publicó un diario de viaje basado en su viaje a Alemania en una serie gráfica sobre el nazismo en un semanario malayalam. La serie aclamada por la crítica publicada en forma de libro por Chintha Publishers titulada Daivam Olivil Poya Naalukal.
En 2014, estrenó el documental Vrithiyude Jathi (2014) (Caste and Cleaning ), sobre la vida de los que bajaban a limpiar las cloacas de Kerala, que viven en un barrio de Kollam. Vincent adaptó su galardonado documental en una película haciendo su debut como directora con Manhole. La película entró en la sección Competencia internacional del XXI Festival Internacional de Cine de Kerala; se convirtió en la primera mujer de Kerala en tener una película proyectada en la historia del festival. En el festival, la película ganó dos premios – el Premio FIPRESCI a la Mejor Película de Malayalam y el "Premio Silver Crow Pheasant" (Mejor Director Debutante). La película recibió el premio John Abraham (mención especial), instituido por el capítulo de Kerala de la Federación de Sociedades de Cine de la India. En 2017, la cineasta india recibió el Premio al Mejor Director en los 47 ° Kerala State Film Awards, y se convirtió en la primera mujer en ganar un Premio del Estado en esa categoría.
En 2019 estrenó Stand Up, la historia de un comediante en busca de una oportunidad y en 2020 el cortometraje Singers of Liberation y el documental Rebirth of a River.

## Filmografía
| Año  | Película               | Categoría y premios | Ref.   |
| ---- | ---------------------- | --- | ------ |
| 2020 | Singers of Liberation  | Cortometraje |        |
| 2020 | The Rebirth of a River | Documental | [ 12 ] |
| 2019 | Stand Up               | Película | [ 13 ] |
| 2016 | Manhole                | Kerala State Film Award a la mejor película Kerala State Film Award al mejor director Best Debut Director, IFFK FIPRESCI award for Best Malayalam Cinema, IFFK | [ 14 ] |
| 2015 | After the End of Drama | Cortometraje Kerala State Television y Journalism Award a la mejor director y guionista                                                                        |        |
| 2014 | Vrithiyude Jathi       | Documental |        |